# Clash (película de 2016)
Clash (en árabe: اشتباك‎) es una película de drama coproducida internacionalmente y dirigida por Mohamed Diab en 2016. Fue seleccionada oficialmente para el Festival de Cannes de 2016 y fue el largometraje que abrió la sección Un certain regard de dicha celebración. También fue elegido como el representante egipcio como mejor película internacional en los 89.º premios Óscar, pero finalmente no recibió su nominación. Ganó el premio a mejor película en el Festival Internacional de Cine de Kerala de 2016.
Basada en los eventos políticos de junio de 2013, la película está filmada enteramente dentro de una camioneta de la policía, en la que están encerrados miembros de la Hermandad Musulmana y defensores del ejército, al igual que otras personas que no pertenecen a ninguna de las dos facciones.

## Recepción
La película tiene un porcentaje de 93% en Rotten Tomatoes sobre la base de 40 reseñas.
Deborah Young, del Hollywood Reporter afirmó que se trata de un largometraje «que será recordado como una de las representaciones más expresivas del Egipto moderno jamás filmadas» y que «es una experiencia original, a veces perturbadora, de ver». Jay Weissberg, de Variety, afirmó que «esta es una cinematografía brillante con un mensaje que da una patada al estómago sobre el caos y la crueldad (con una dosis de humanidad)». Tom Hanks elogió el largometraje: «Si tienes alguna forma de ver Clash del director egipcio Mohamed Diab, debes hacerlo. Simplemente debes hacerlo. Esta película te romperá el corazón, pero iluminará todo».

## Reparto
- Nelly Karim
- Hany Adel
- Mohammed Alaa
- Khaled Kamal
- Ali Altayeb
- Mai Elghety
- Hosni Sheta
- Ahmed Malik
- Mohamed Gamal Kalbaz
- Ashraf Hamdi